# Rörstrand

Rörstrand est une marque de vaisselle en porcelaine qui appartient aujourd'hui (2012) au groupe finlandais Iittala. Il s'agissait à l'origine d'une société suédoise dont le site de production était situé à Rörstrand dans le centre de Stockholm.

## Histoire
Le site de Rörstrand est mentionné dès le XIIIe siècle, lorsque Magnus Ladulås en fait don au couvent Sainte-Claire. En 1527, sous le règne de Gustave Vasa, la famille royale s'en porte acquéreur. Le mot rörstrand est composé de rör (roseau) et strand (plage), et évoque donc une plage envahie de roseaux.

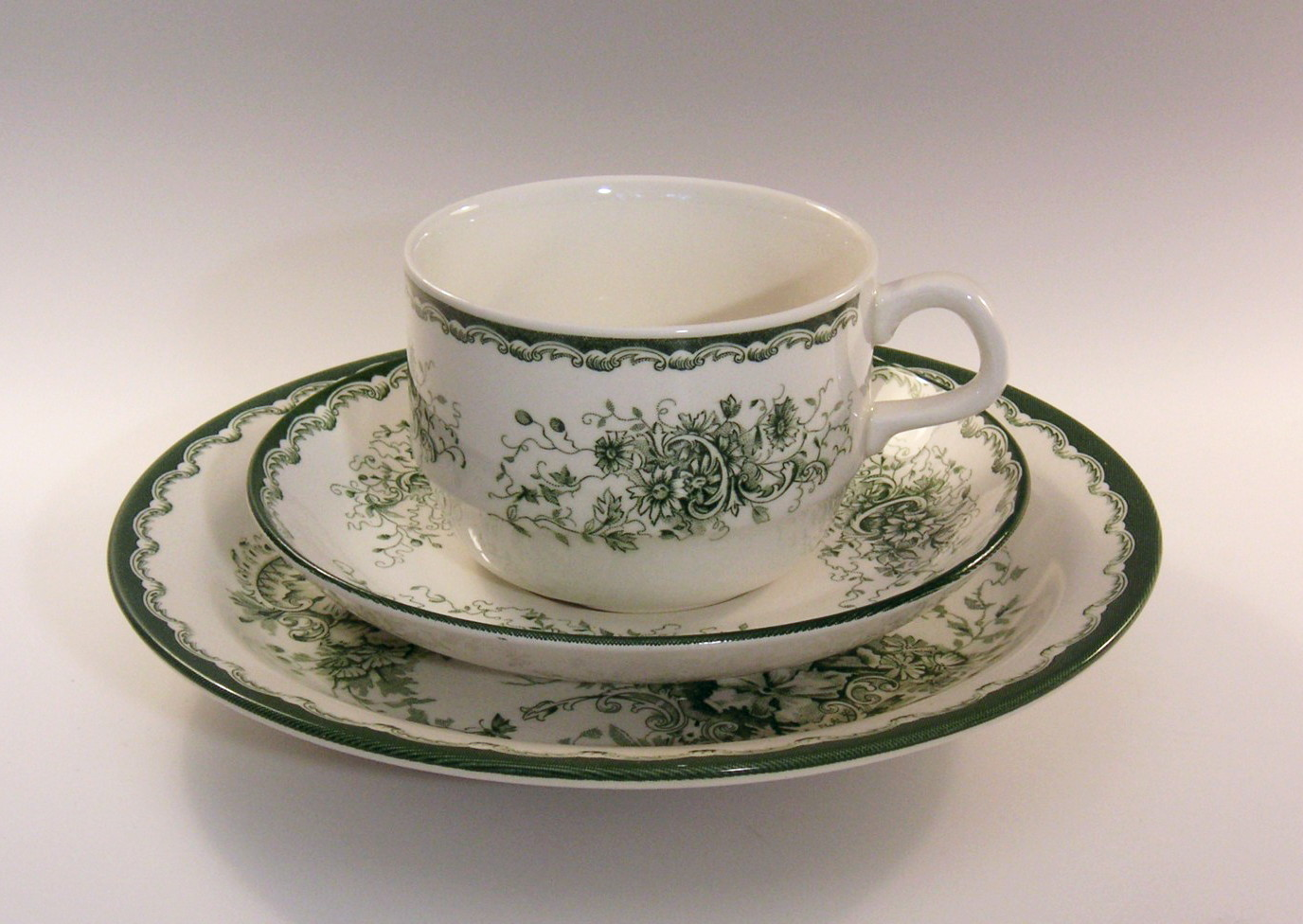
Tasse Grön Anna.

C'est en 1726 qu'une fabrique de porcelaine y ouvre ses portes. Il est vraisemblable qu'un privilège pour la fabrication de porcelaine lui a été attribué dès l'origine, mais jusqu'aux années 1770 la production se limite à la faïence. En 1758, un concurrent, Marieberg, se lance dans la production de porcelaine tendre, mais les coûts de fabrication sont élevés, la demande est faible et la qualité est inférieure à ce qui se fait à l'étranger. Les dirigeants de Rörstrand jugent prématuré d'imiter leur concurrent. À partir des années 1770, Rörstrand se lance par contre dans la production de creamware, un type de porcelaine développé en Angleterre. Il faut cependant attendre de longues années pour que le processus de fabrication soit maitrisé. Avec la faillite de Marieberg en 1785, Rörstrand devient en effet le plus grand fabricant de porcelaine suédois, ce qui ne l'incite pas à développer ses techniques de fabrication de façon agressive. Ce n'est qu'avec l'apparition d'un nouveau concurrent, Gustavsberg, en 1825, que la production de services de table modernes en creamware prend son envol. Dans les années 1860, la fabrique de Rörstrand est l'un des plus grands sites industriels de Suède. En 1900, on y compte 1 100 employés. La marque est connue mondialement, et participe avec succès à de nombreux concours artistiques et industriels.
Avec la croissance de la ville de Stockholm, le terrain est toutefois convoité pour la construction de logements. La fabrique ferme ses portes et la production déménage à Göteborg. Plus tard, dans les années 1930, Rörstrand s'installe à Lidköping. Dans les années 1960 à 1990, la marque passe sous le contrôle de différents propriétaires, entre autres Uppsala-Ekeby AB, les finlandais Wärtsilä et Hackman, et enfin Gustavsberg. Aujourd'hui (2012), Rörstrand  fait partie du groupe finlandais Iittala. À la suite de pertes, la production a été délocalisée au Sri Lanka et en Hongrie. La fabrique de Lidköping a définitivement fermé ses portes le 30 décembre 2005, et le site abrite aujourd'hui un centre d'activité appelé Rörstrand Center. Du site originel de Rörstrand à Stockholm, il ne reste plus que la décharge, où se sont accumulés pendant des siècles les bris de vaisselle cassée.

### Dates et produits clés

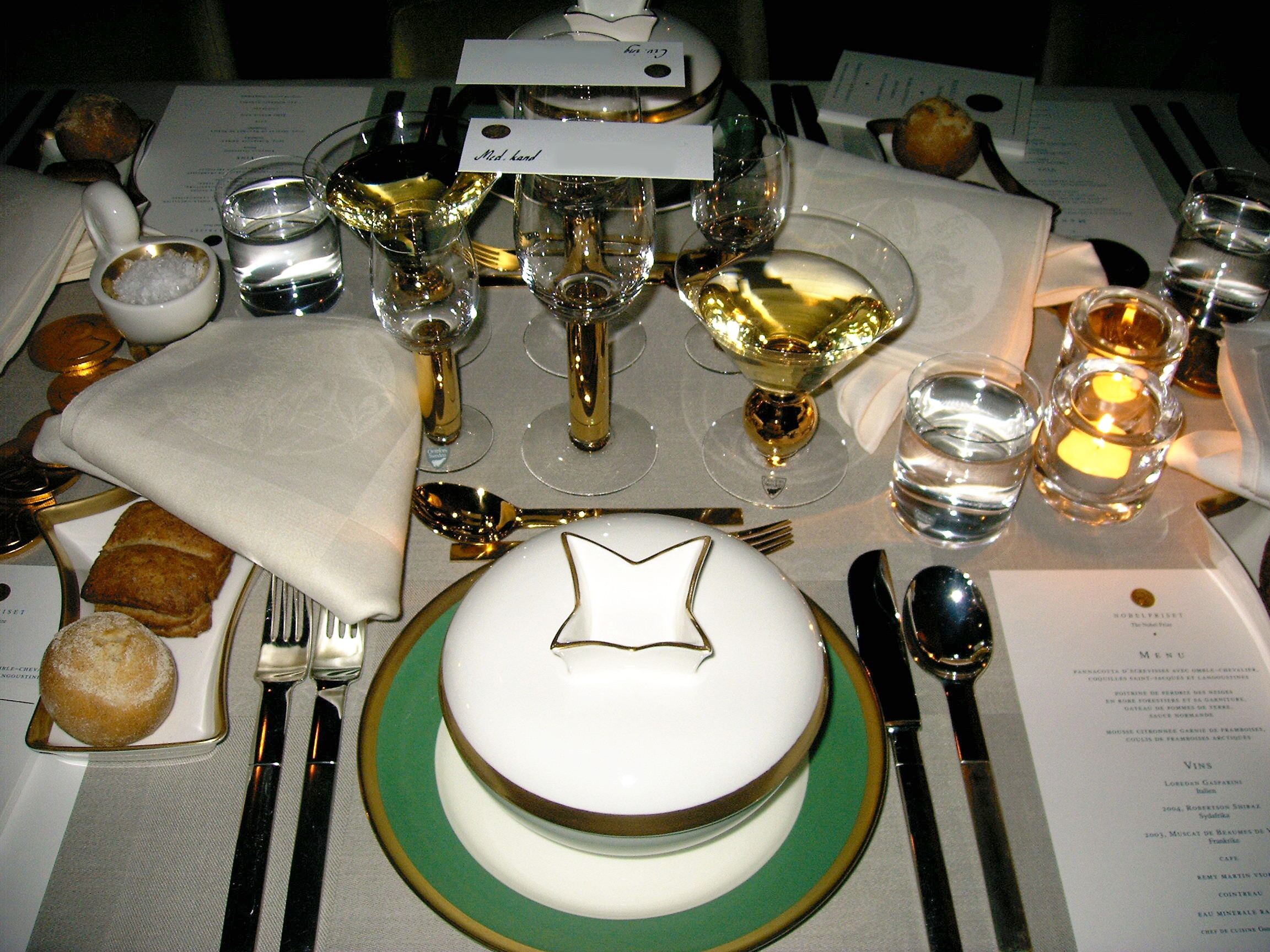
Service Nobelservisen.

- Années 1760 : production de poêles et premiers décors imprimés.
- Années 1770 : premières réalisations en creamware.
- 1881 : premiers services de table en porcelaine dure.
- 1930 : présentation du service de table Nationalservisen, création de Louise Adelborg, lors de l'exposition de Stockholm.
- 1991 : présentation du service de table Nobelservisen, création de Karin Björquist, utilisé depuis pour le banquet du prix Nobel chaque année.

## Services de table
C'est seulement à partir du XIXe siècle que l'on commence à parler de services de table. Auparavant, il était possible de se procurer des ensembles de vaisselle décorée d'un même motif, mais uniquement sur commande.
Lorsque les premiers décors destinés à la production de masse apparaissent – les premiers services remontent à 1826 – ils ne possèdent pas de nom. Dès le milieu du XIXe siècle, les listes de prix commencent néanmoins à inclure des descriptions telles que "décor turc", mais c'est seulement à partir de la fin du XIXe siècle que les services se voient affublés de véritables noms. L'exception aura été Willow, mais le nom et la popularité de ce service de table proviennent d'Angleterre. Rörstrand en a produit une variante entre les années 1830 environ et 1888.

### Services emblématiques

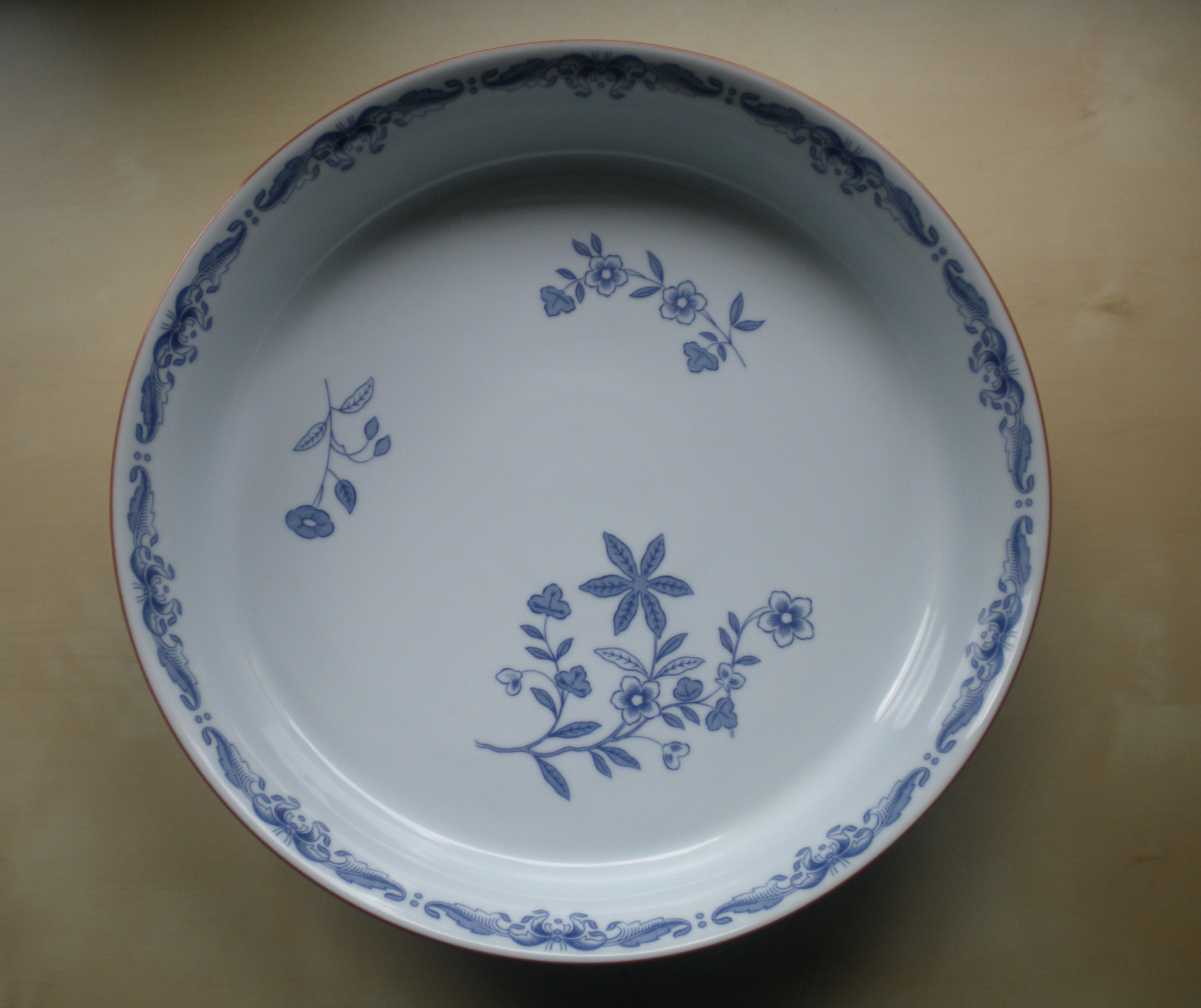
Plat Ostindia.

Les services les plus populaires sont restés au catalogue pendant plusieurs décennies.
Services créés au XIXe siècle :
- Lila spetsmönstret (environ 1845-1934),
- Mulberry (1855-1902),
- Japan (1866-1925).

Services créés au XXe siècle :
- Bella, Vineta et Tyra sont restés au catalogue pendant près de 50 ans,
- Svenska slott : au catalogue pendant plus de 60 ans,
- Grön Anna : avant 1926, il s'agissait d'un produit de la fabrique de porcelaine de Göteborg,
- Ostindia : ce service de table, encore présent au catalogue aujourd'hui (2012), a été créé en 1932[1].

### Bibliographie

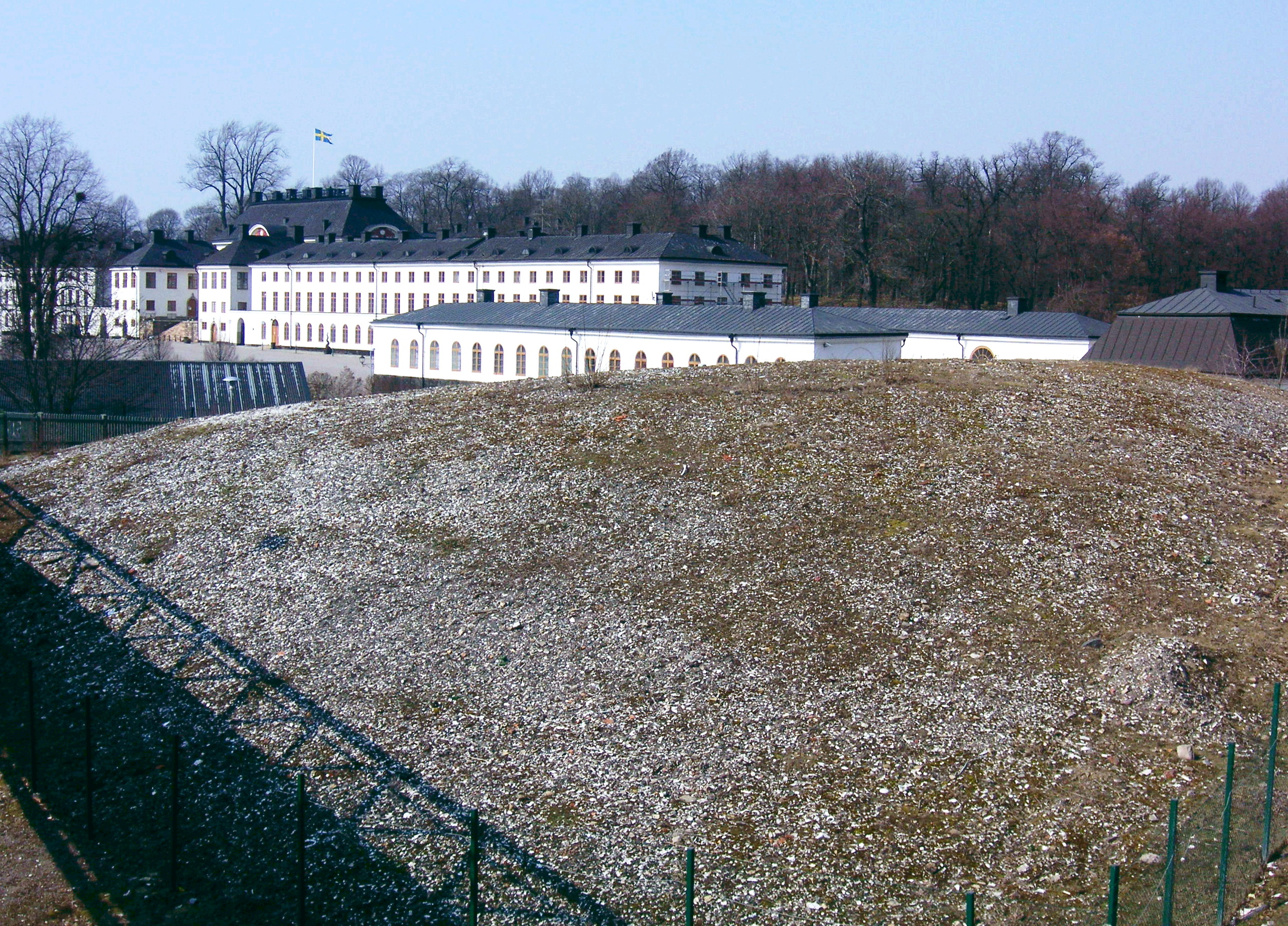
La décharge de porcelaine est tout ce qu'il reste du site de Rörstrand.
Le bâtiment à l'arrière-plan est le château de Karlberg.